# 락타이드
락타이드(영어: lactide)는 젖산(2-하이드록시프로피온산) 또는 다른 하이드록시카복실산으로부터 두 개(보통) 이상의 분자 사이의 다중 에스터화에 의해 유도된 락톤 고리형 에스터이다. 이들은 하이드록시산 잔기의 수에 따라 다이락타이드, 트라이락타이드 등으로 지정된다. 젖산으로부터 유도된 다이락타이드는 화학식이 (OCHMeCO2)2이다. 모든 락타이드는 무색 또는 흰색 고체이다. 이러한 락타이드는 풍부한 재생 가능한 자원으로부터 유도되고 생분해성 플라스틱의 전구체이기 때문에 관심을 끌고 있다.

## 입체 이성질체
젖산으로부터 유도된 다이락타이드는 세 가지 다른 입체 이성질체 형태로 존재할 수 있다. 이러한 복잡성은 젖산이 카이랄성이기 때문에 발생한다. 이들 거울상 이성질체는 쉽게 라세미화되지 않는다.
|  |

세 가지 입체 이성질체 모두 용액에 유기 및 무기 염기가 있을 때 에피머화를 겪는다.

## 중합
락타이드는 폴리락트산(폴리락타이드)로 중합될 수 있다. 촉매에 따라 신디오택틱(syndiotactic) 또는 헤테로택틱(heterotactic) 중합체가 생성될 수 있다. 그 결과 생성된 물질인 폴리락트산은 많은 매력적인 특성을 가지고 있다.
|  |

## 같이 보기
- 폴리락트산